# Phragmatobia aurantiaca
Phragmatobia aurantiaca är en fjärilsart som beskrevs av Edward Alfred Cockayne 1948. Phragmatobia aurantiaca ingår i släktet Phragmatobia och familjen björnspinnare. Inga underarter finns listade i Catalogue of Life.